# Focke & Meltzer

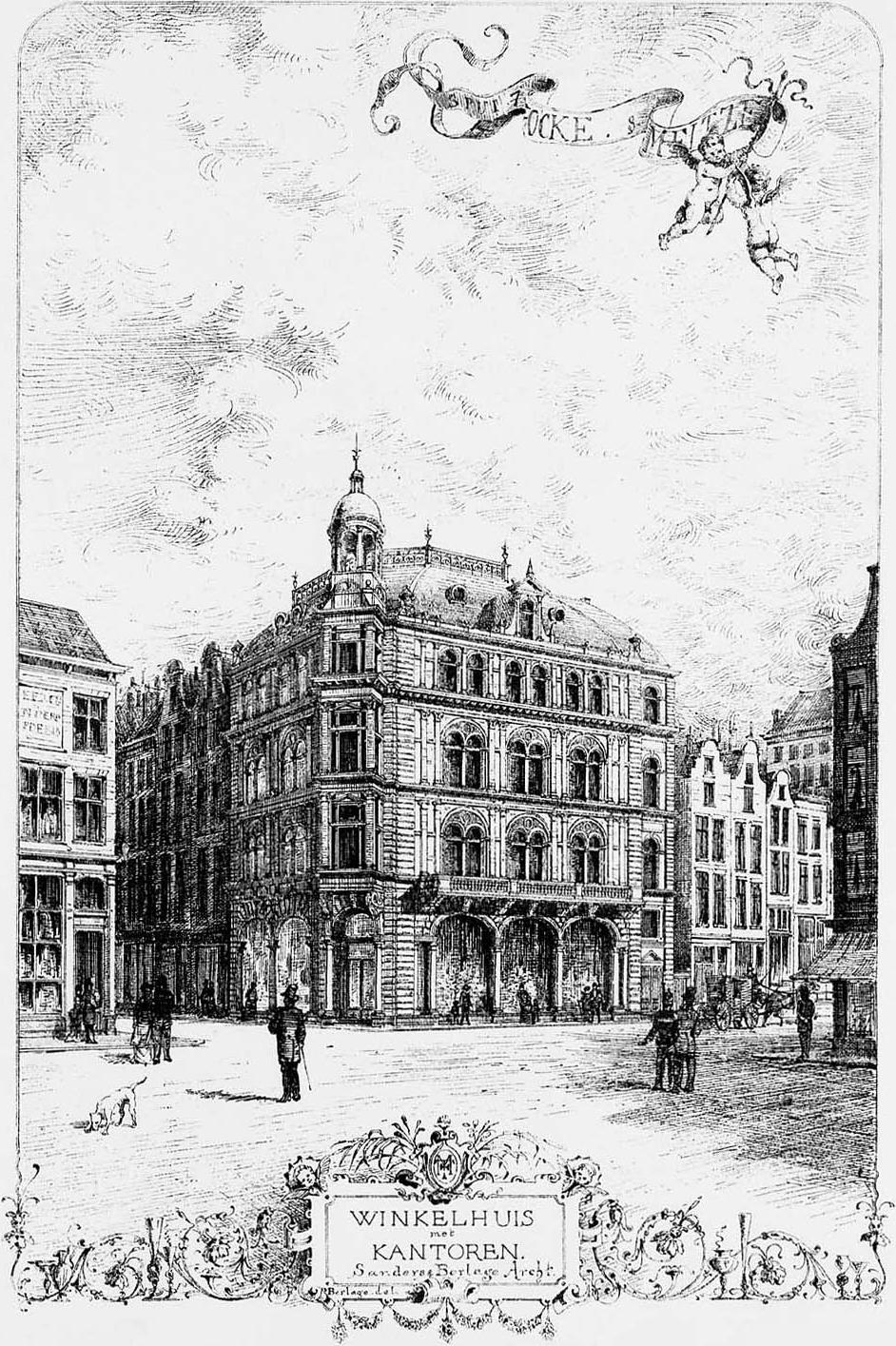
Winkel in de Kalverstraat, door Berlage & Sanders

Focke & Meltzer was een winkel in glas en serviesgoed. Het hoofdkantoor was op Herengracht 93 in Amsterdam. 
Het bedrijf is in 1823 door Sebastiaan Meltzer, Frans Focke en Anton Eberhart opgericht, allen uit Bohemen. Het was een slijpfabriek en kristalmagazijn met een vestiging in de Kalverstraat in Amsterdam. De heren verkochten vooral glas en serviesgoed, agaat en serpentijnsteen. Tot hun klanten behoorden adellijke families zoals Trip, Bosch, Van Eeghen, Van Limburg Stirum, Wickevoort Crommelin en Van Vollenhoven.
Het bedrijf was in 1865 in handen van Ignatz, Theodor en Julius Meltzer, drie zonen van Sebastiaan. Ze importeerden glas uit Bohemen, waar de familie Meltzer een glasfabriek had. Eind 1865 verliet Julius de firma.
De Wereldtentoonstelling in Amsterdam werd in 1883 gehouden. Er waren enkele nieuwigheden zoals elektrische verlichting en een aparte persruimte, voorzien van glaswerk van Focke & Meltzer en sigaren van Hajenius.
Het bedrijf voerde in 1885 de naam Focke & Meltzer. De omzet kwam in die tijd uit huishoudelijk glaswerk en serviesgoed maar ook uit farmaceutisch chemisch glaswerk. Vooral het laatste was bijzonder. Tijdens de verplaatsing van de gemeenteapotheek van Gouda uit het Catharina-gasthuis is een prijslijst uit 1853 gevonden met afbeeldingen. Deze prijslijst had 38 pagina's en was uitgegeven door Focke & Meltzer.
De firma liet in 1885 door H.P. Berlage en Th. Sanders een nieuw winkelpand bouwen in de Kalverstraat hoek Spui.
Focke & Meltzer werd in 1903 omgezet in een NV. In 1919 werd de winkel in de Hoogstraat in Den Haag geopend.
Na deze glorieperiode kwam de Tweede Wereldoorlog. Bijna niemand kocht meer glas of porselein. Hans Meltzer importeerde in 1948 als eerste Royal Copenhagen, waarmee de viering van het 125-jarig bestaan van het bedrijf een groot succes werd en de omzet boven het miljoen uitkwam. 
De winkel in de Kalverstraat werd in 1958 gerenoveerd en opnieuw ingericht. Burgemeester Gijs van Hall verrichtte de heropening.
Van Wielik had van 1988-1996 een eigen afdeling bij Focke & Meltzer in de Hoogstraat in afwachting van een eigen pand.
Focke & Meltzer is altijd een familiebedrijf gebleven. Sinds eind 1886, ten tijde van koningin Emma, mocht het bedrijf het Predicaat Hofleverancier voeren. 
Met enige regelmaat werden in de winkels exposities van kunstenaars gehouden.

## Winkels
- Kalverstraat in Amsterdam
- Hoogstraat in Den Haag tot 2011
- Vughterstraat 30, 's-Hertogenbosch tot 2004
- Luchthaven Schiphol
- In de Bogaard in Rijswijk ZH

## Verwijzingen en voetnoten
- zes onderzetters door Focke & Meltzer
- prijslijst van 1853 met afbeeldingen, oktober 1962. (pdf)
- Marc Meltzer webwinkel

1. ↑  Nationaal Archief. Opening door Burgemeester G. Van Hall van de heringerichte zaak van Focke en Meltzer in de Kalverstraat, 17 december 1958.